# Brânquias artificiais (ser humano)
Brânquias artificiais são dispositivos que permitem ao ser humano retirar oxigênio da água ao redor. Esta é uma tecnologia especulativa que não foi demonstrada de forma documentada. As brânquias naturais funcionam porque quase todos os animais branquiados são termoconformadores, portanto, precisam de muito mais oxigênio do que um termorregulador do mesmo tamanho.

## Métodos
Vários métodos potenciais existem para o desenvolvimento de brânquias artificiais. Um método proposto é o uso de respiração em líquido com um oxigenador de membrana para resolver o problema de retenção de dióxido de carbono, o principal fator limitante na respiração em líquido. Acredita-se que um sistema como este permitiria o mergulho sem o risco da doença de descompressão.
Eles geralmente são pensados para serem pesados e volumosos, por causa da enorme quantidade de água que teria de ser processada para extrair oxigênio suficiente para abastecer um mergulhador ativo, como uma alternativa ao SCUBA.
Um mergulhador médio com um rebreather de circuito totalmente fechado precisa de 1,5 litro de oxigênio por minuto enquanto nada ou 0,64 litros por minuto enquanto descansa. Como resultado, pelo menos 192 litros de água do mar por minuto teriam que ser passados através do sistema e este sistema não funcionaria em água anóxica. A água do mar em regiões tropicais com vida vegetal abundante contém de 5 a 8 mg de oxigênio por litro de água. Estes cálculos são baseados no teor de oxigênio dissolvido na água.